# Toshimaen
Le Toshimaen (としまえん) est un ancien parc de loisirs japonais situé dans l'arrondissement de Nerima à Tokyo, propriété du groupe Seibu. 
Le parc a fermé le 31 août 2020. Le "Nerima Castle Ruins Park"[réf. nécessaire] et un parc à thème Harry Potter a été construit sur le site, l’ouverture du parc Harry Potter (le plus grand parc à thème d’Harry Potter en intérieur au monde) a eu lieu le 16 juin 2023.

## Histoire
Le parc a ouvert en 1926 à l'emplacement de l'ancien château de Nerima.
Il accueille en moyenne un million de visiteurs par an.
En février 2020, le groupe Seibu a annoncé le projet, en collaboration avec Warner Bros., d'ouvrir en 2023 un parc d'attraction Harry Potter dans le parc de Toshimaen,. Ce parc devrait s’étendre sur 30.000 m², et présenter des décors, costumes et accessoires utilisés lors du tournage des films de la série. Seibu Railway Co. a annonce la signature d'un accord avec, notamment, Itochu Corp. et Warner Bros. Entertainment Inc. pour sa réalisation.

## Attractions
Le parc possède une trentaine d'attractions, dont trois montagnes russes et un parc aquatique avec une onsen, 25 toboggans et six piscines.
En 2010, le Carousel El Dorado, construit en Allemagne en 1907, a été placé sur la liste du "Patrimoine japonais d'ingénierie mécanique (en)" par la Sociéte japonaise des ingénieurs mécaniques. 

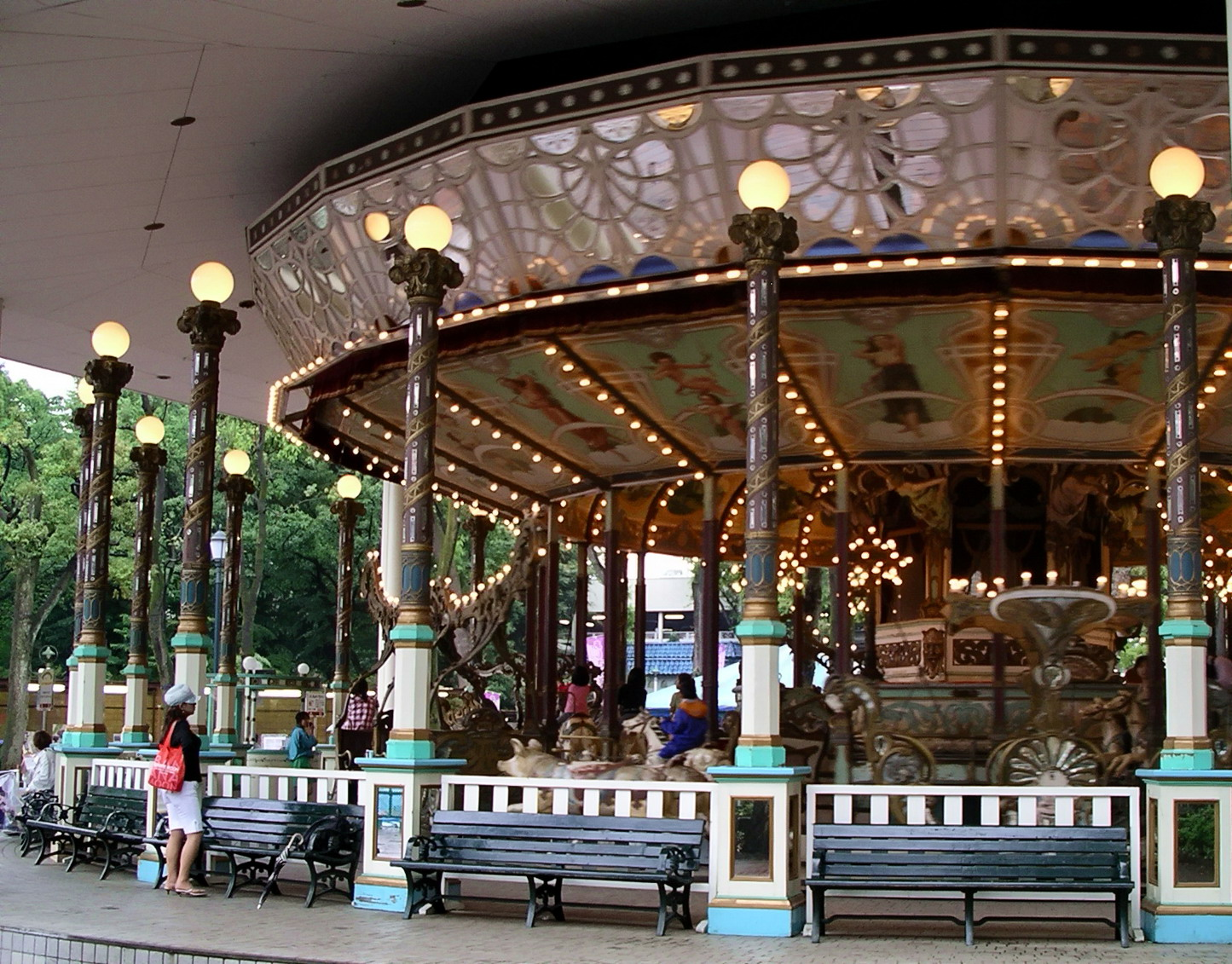
Le carrousel El Dorado
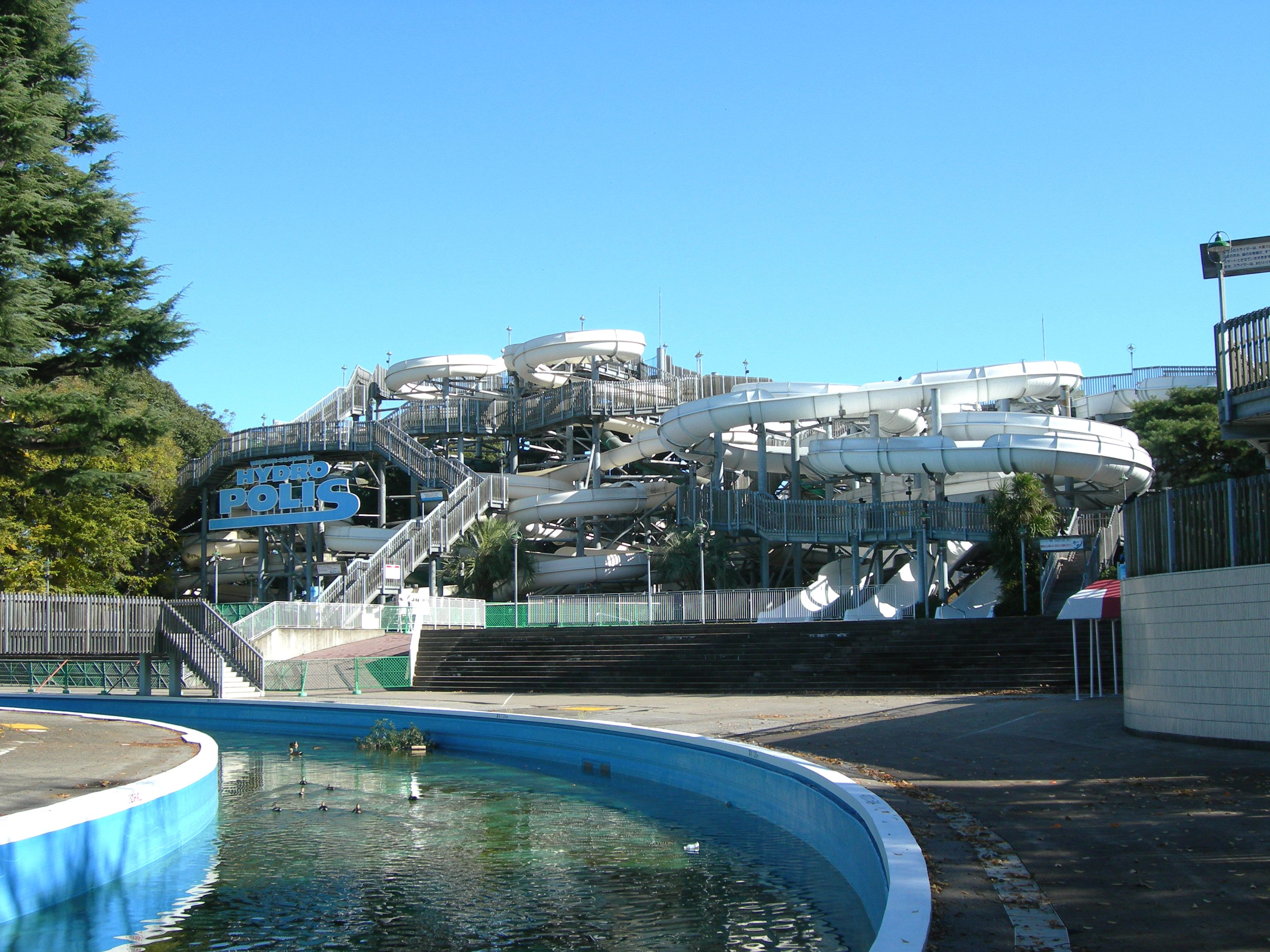
La glissade Hydropolis
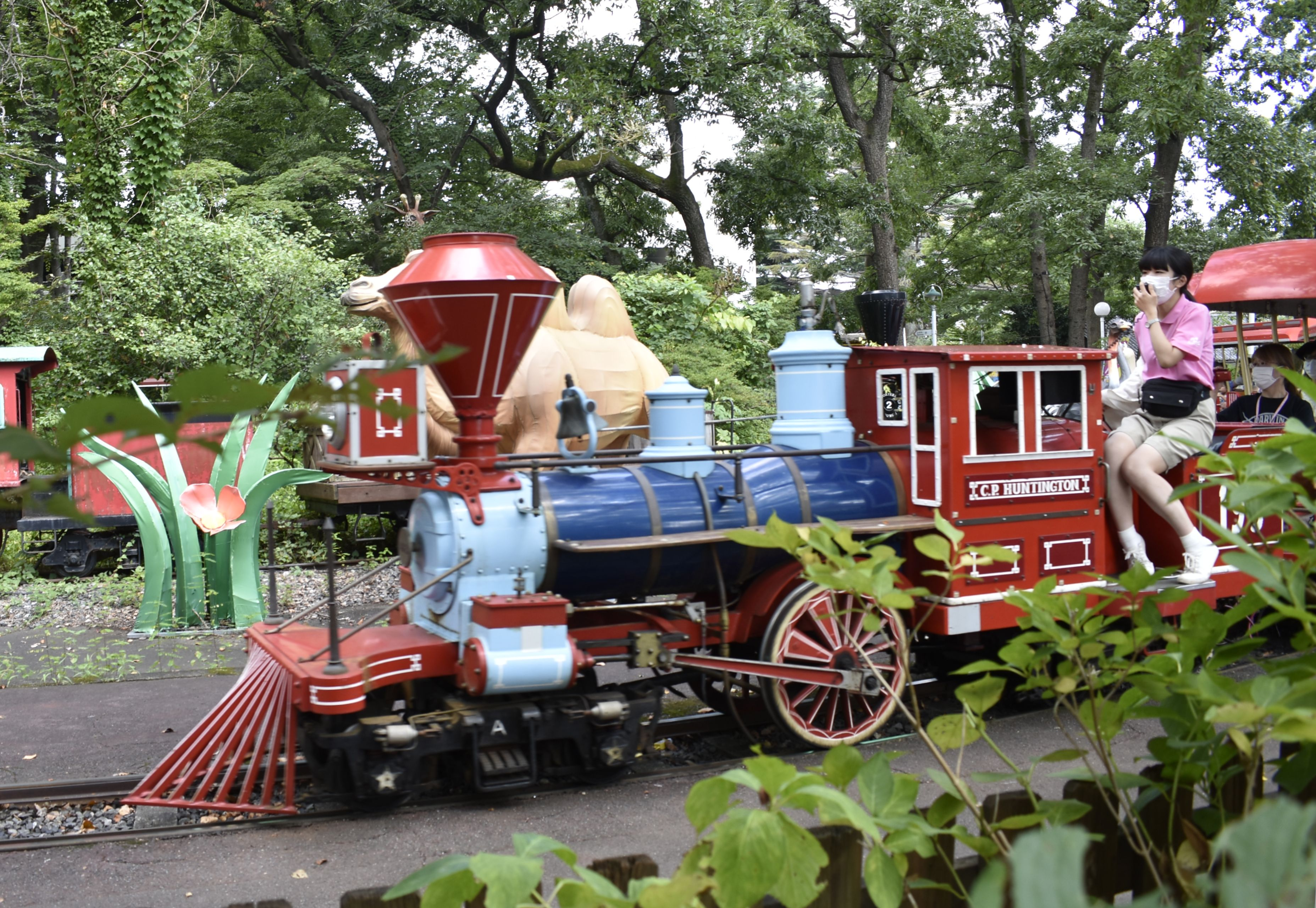
Train

## Accès
Le Toshimaen se trouve près de la gare de Toshimaen sur la ligne Seibu Toshima.